# Mount Kyle
Mount Kyle ist ein 2900 m hoher Berg im ostantarktischen Viktorialand. In den Admiralitätsbergen ragt er in der Mitte eines Gebirgskamms an der Nordflanke des Deming-Gletschers auf.
Der United States Geological Survey kartierte ihn anhand eigener Vermessungen und Luftaufnahmen der United States Navy aus den Jahren von 1960 bis 1963. Das Advisory Committee on Antarctic Names benannte ihn 1970 nach Ricky L. Kyle, Installateur auf der McMurdo-Station im Jahr 1967.